# Terry Jacks
Terrence Ross Jacks, detto Terry (Winnipeg, 29 marzo 1944), è un cantante canadese.
È noto in particolare per la signature song Seasons in the Sun (1974), canzone scritta da Jacques Brel e Rod McKuen col titolo Le Moribond e incisa originariamente nel 1961. La versione di Jacks ha venduto oltre 10 milioni di copie nel mondo.

## Discografia

### Album studio
- Seasons in the Sun (1974)
- Y' Don't Fight the Sea (1975)
- Pulse (1983)
- Just Like That (1987)